# Юровское сельское поселение (Тюменская область)
Юровское сельское поселение — муниципальное образование в Уватском районе Тюменской области.
Административный центр — деревня Солянка.

## Состав поселения
В состав сельского поселения входят:
- деревня Ищик
- деревня Солянка
- село Юровск

## Население
| 2010 | 2011 | 2012 | 2013 | 2014 | 2015 | 2016 |
| ---- | ---- | ---- | ---- | ---- | ---- | ---- |
| 370  | →370 | ↘369 | ↘357 | ↗369 | ↗370 | ↘365 |
| 2017 | 2018 | 2019 | 2020 | 2021 |      |      |
| ↘363 | ↗371 | ↗372 | ↘369 | ↘229 |      |      |